# Woomera

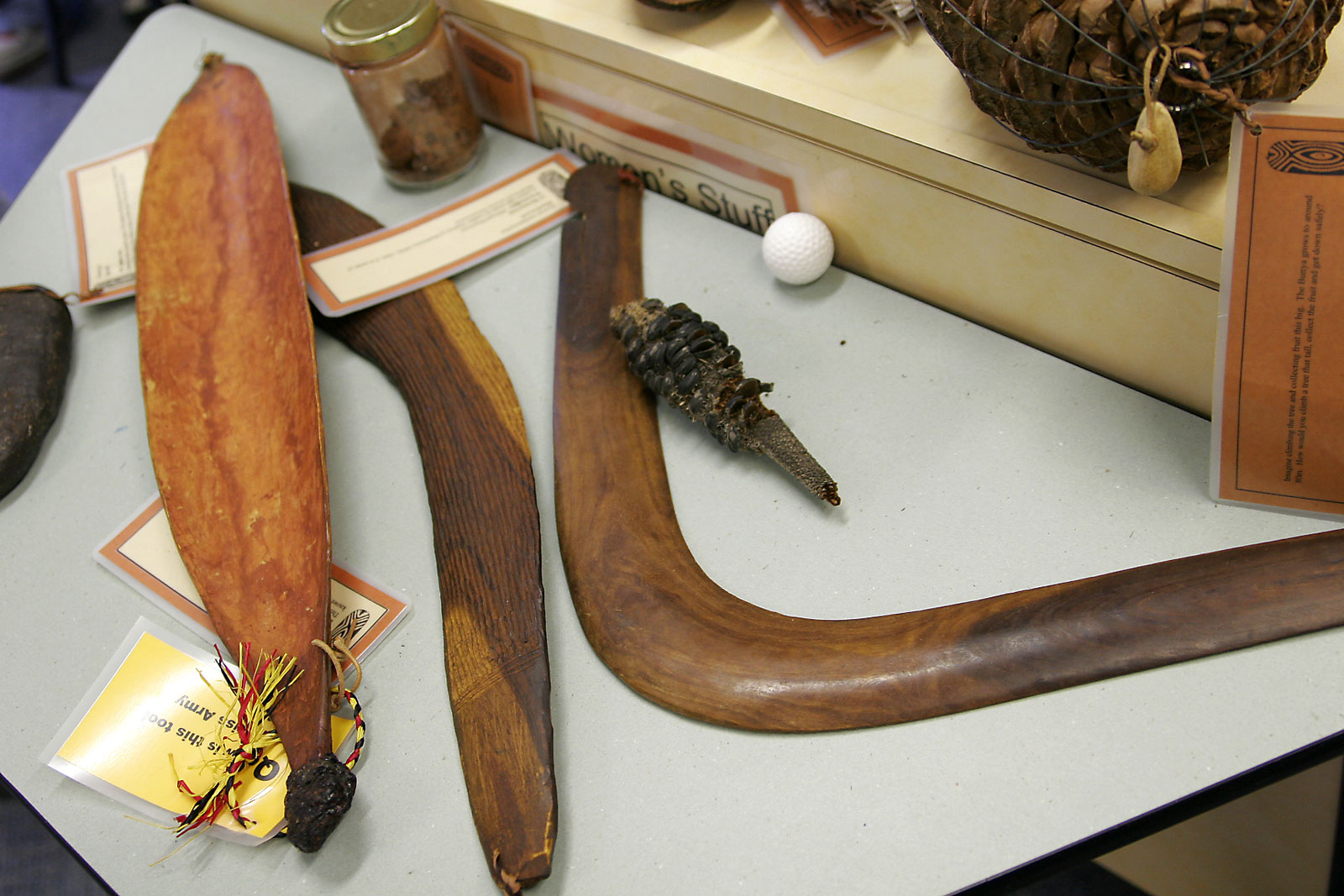
Woomera (po lewej) i dwa bumerangi

Woomera – aborygeńskie narzędzie służące do miotania oszczepów. Nazwa wywodzi się z języka eora i współcześnie używane jest do określenia tego typu narzędzi z całej Australii. Narzędzie zostało najprawdopodobniej wymyślone około czterech do pięciu tysięcy lat temu.
Woomera, będąca odmianą atlatla, działa na zasadzie prostej dźwigni, „przedłużając” ramię rzucającego i zwiększając prędkość z jaką rzucony jest oszczep. Tradycyjne woomery zrobione są z jednego, lekko zakrzywionego kawałka drewna o długości ok. 60–75 cm, szerokości 10 cm i wadze ok. pół kilograma. Woomery nie były używane na terenie całej Australii. Nie były znane na Tasmanii, nie używano ich w części Queensland (okolice rzeki Nogoa), półwyspie Yorke (Australia Południowa), a także w okolicach rzeki Darling (Nowa Południowa Walia).
W rejonie północnego Queenslandu (przylądek Grafton) używana jest bardziej zakrzywiona odmiana woomery, znana jako ballur, służąca do polowania na ryby. W zależności od tradycji plemiennych i zwyczajów, w niektórych plemionach tylko mężczyźni mogą używać woomer.
Według niektórych szacunków oszczep rzucony przy pomocy woomery może osiągnąć prędkość do 160 km/h. Polując na kangury Aborygeni trafiają w nieruchomy cel odległy o ok. 40–50 m, niektóre przekazy mówią nawet o celnych rzutach 100-metrowych, najdłuższy znany rzut mierzył 180 m.
Woomery używane są przede wszystkim do polowania ale także do zabaw i rytuałów plemiennych. 
Od nazwy narzędzia wywodzi się nazwa miasta w Południowej Australii i znajdujący się w pobliżu poligon wojskowy Woomera Test Range, a także nazwa prototypowego bombowca z okresu II wojny światowej – CAC Woomera.